# Nevin Yanıt
Nevin Yanıt Baltacı, turška atletinja, * 16. februar 1986, Mersin, Turčija.
Nastopila je na poletnih olimpijskih igrah v letih 2008 in 2012, leta 2008 se je uvrstila v polfinale teka na 100 m z ovirami. Na evropskih prvenstvih je osvojila zaporedna naslova prvakinje v teku na 100 m z ovirami v letih 2010 in 2012, slednjega je izgubila zaradi dopinga, kot tudi naslov prvakinje ne evropskih dvoranskih prvenstvih v teku na 60 m z ovirami leta 2013.